# Cine-Objektiv
Cine-, Ciné- oder Cinema-Objektive sind optische Systeme, welche auf die Bedürfnisse der Kinematographie ausgelegt sind. Für Objektive in der professionellen Filmtechnik gelten andere Anforderungen verglichen mit Objektiven für die Fotografie.

## Eigenschaften

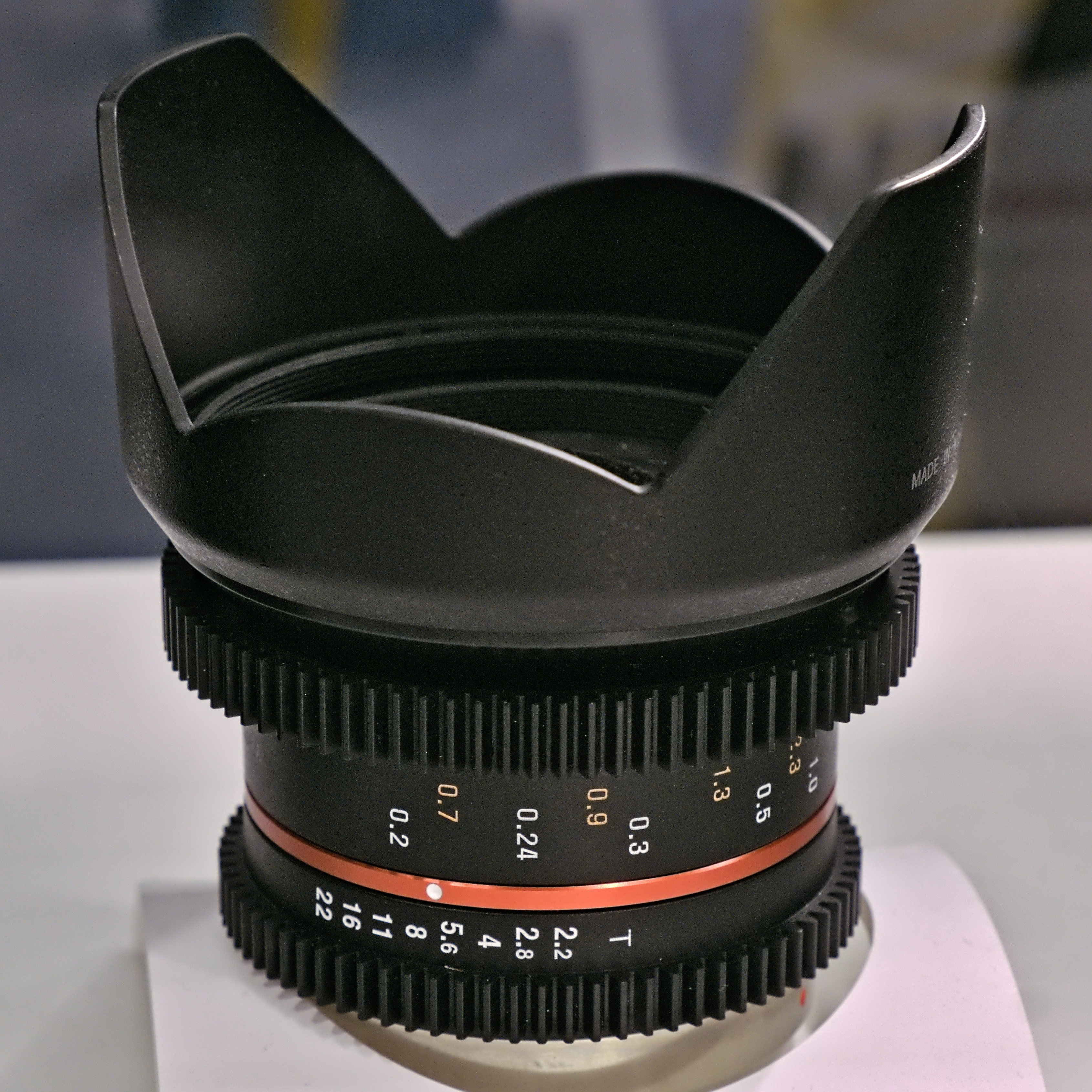
Cine-Objektiv Samyang 12 mm T2.2 Cine NCS CS für APS-C- und MFT-Bajonettanschlüsse. Die Zahnkränze für Blenden- und Fokussierring und die Angabe der Blendenstufen in Transmissionswerten (T) sind gut zu erkennen.

Besonders auffallend sind die standardisierten Zahnkränze im Modul 0,8 an Fokussierring, Blendeneinstellring und – falls vorhanden – Zoomeinstellring. Diese Zahnkränze erlauben die Montage der Ausrüstung auf ein Stützsystem, in welchem Schärfe, Blende und gegebenenfalls auch Brennweite über Zahnräder sanft und ruckfrei eingestellt werden können. Die Entfernungseinstellung mittels des Fokussierringes erfolgt über einen großen Winkelbereich und kann durch Drehen am Ring oder, wenn ein Stützsystem eingesetzt wird, mittels einer Schärfeziehvorrichtung entsprechend fein reguliert werden. Der Blendeneinstellring rastet nicht ein, sondern erlaubt eine stufenlose Verstellung der Blende. Um einen raschen Objektivwechsel zu ermöglichen, besteht die Anforderung an identische Positionen für diese Einstellräder sowie an einheitliche Außenmaße über jeweils ein bestimmtes Portfolio an Objektiven hinweg. Für die Bauform ist deshalb das jeweils größte Objektiv in einer solchen Gruppe maßgebend.
Anders als bei fotografischen Objektiven, bei welchen die Blendenstufen in rein rechnerisch ermittelten „f“-Werten (Verhältnis der Eintrittspupille zur Brennweite) angegeben werden, sind diese bei Cine-Objektiven als Transmissionswerte „T“ (oder „t“) angegeben. Letzterer Wert berücksichtigt im Unterschied zu den „f“-Werten die Lichtverluste durch die Linsen. Der potenzielle Lichtverlust spielt umso stärker eine Rolle, je mehr Linsenkomponenten in einem Objektiv verbaut sind; Antireflexbeschichtungen („Vergütung“) können wiederum entgegenwirken. Die Anforderung aus der Filmtechnik nach Berücksichtigung der Transmission liegt darin begründet, dass die Belichtungszeit durch die Bildfrequenz vorgegeben ist. Bei gleichen T-Werten fällt bei gleichen Lichtverhältnissen und gleicher Belichtungszeit stets gleich viel Licht auf die Bildebene.
Einige Cine-Objektive sind als Anamorphoten konstruiert. Derartige Objektive bilden verzerrt ab. In der Regel wird die längere Bildseite in einem angegebenen Verhältnis gestaucht. Bei der Betrachtung wird entsprechend entzerrt.
Heutzutage sind die meisten Cine-Objektive mit Arri-PL-Objektivanschluss versehen. Um den Objektivanschluss durch Baulänge und schwere Objektive nicht mechanisch zu überlasten beziehungsweise um die optische Achse exakt rechtwinkelig auf die Filmebene treffen zu lassen, werden Stützsysteme verwendet.
Hohe optische Leistung und Witterungsbeständigkeit sind in der Kinematographie selbstverständlich. Der Effekt des Focus breathing wird durch entsprechende Konstruktion minimiert. Cine-Objektive sind in der Regel hochpreisig.

## Hersteller
Bekannte Hersteller von Cine-Objektiven sind etwa Angénieux, Arri, Carl Zeiss, Cooke Optics, Fujifilm, Leitz, Samyang, Canon und Schneider Kreuznach. Cine-Objektive werden heute zunehmend auch von Fotoherstellern wie etwa Sigma oder Tokina angeboten.